# Esconjuradero de Guaso

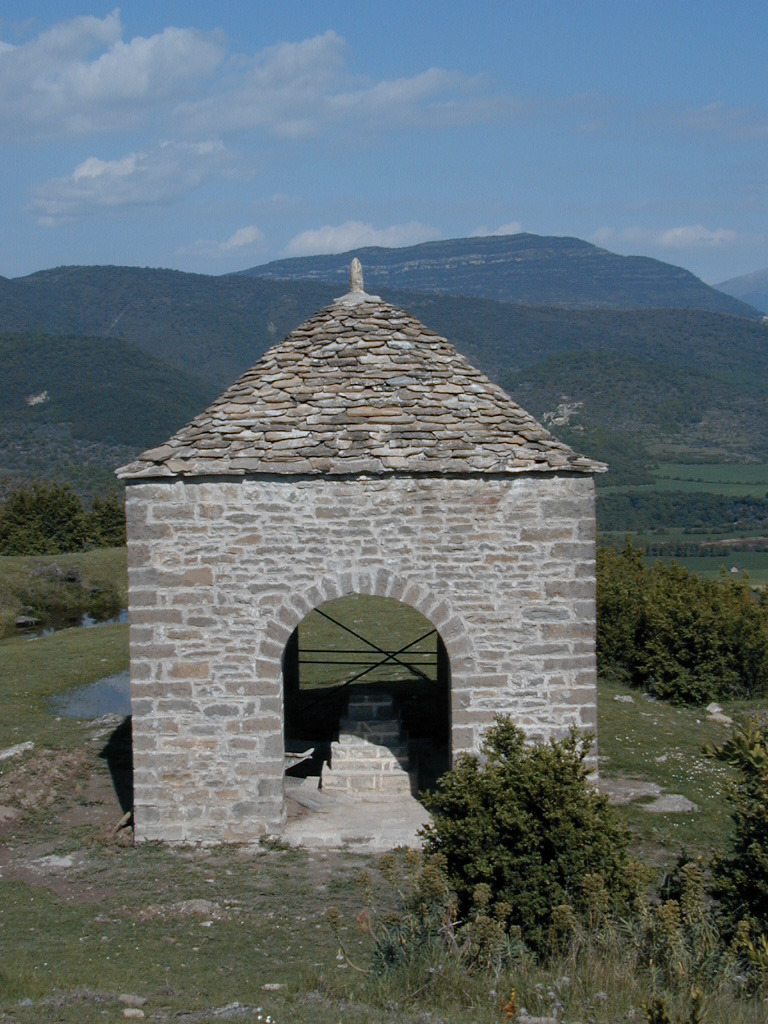
Esconjuradero de Guaso.

El Esconjuradero de Guaso es una construcción popular de la localidad pirenaica de Guaso, perteneciente al municipio aragonés de Aínsa, Sobrarbe, provincia de Huesca, Aragón, España. Está situada en los inicios del valle del Ara, dentro de la comarca de Sobrarbe. Dista 7 kilómetros de Aínsa y 5 de Boltaña. 
Está declarado Bien de Interés Cultural (BIC).
Se encuentra en las proximidades de la iglesia, formando un conjunto con ella en la parte alta del pueblo, en el llamado barrio del Tozal. Disfruta de una amplia panorámica hacia el norte, dominándose desde allí el valle del Ara, Monte Perdido, los Treserols y la zona de Peña Montañesa, según es habitual también en los esconjuraderos, cuya misión de ejercer un "control de la climatología" aconsejaba situarlos en ubicaciones dominantes respecto al territorio circundante.

## Historia
Los esconjuraderos son un elemento característico de la cultura y tradiciones pirenaicas. La sociedad montañesa atendía los aspectos de la climatología con la misma superstición y prácticas que en otros aspectos de la vida cotidiana. Estos configuraban un espacio importante desde el cual el sacerdote y la población invocaba para desviar o deshacer las tormentas o tronadas que pudiesen malograr los campos y cosechas. Es por ello que estas edificaciones se localizan en puntos donde existe una amplia panorámica del horizonte.
Recientemente, el esconjuradero de Guaso ha sido intervenido en su restauración para su acondicionamiento y disfrute.

## Descripción
Es un edificio de escasas dimensiones de planta rectangular. Posee gruesos muros realizados en mampostería y cuatro grandes aberturas en arco de medio punto en cada uno de sus lados.
La techumbre, realizada a cuatro aguas sobre cúpula de aproximación de hiladas, está realizada en loseta loseta.